# مصرف الناسك الإسلامي للاستثمار والتمويل
مصرف الناسك الإسلامي للاستثمار والتمويل مصرف عراقي أهلي أُسس عام 2020، يبلغ رأس المال للمصرف 150 مليار دينار.